# Edipresse AS România
Edipresse AS România este o companie media din România, înființată printr-un parteneriat între grupul Edipresse și Axel Springer AG, cu 60%, respectiv 40% dintre acțiuni.
Cele 17 titluri editate de Edipresse sunt: lunarul pentru femei Avantaje (din 1995), ediția românească a revistei Elle (din 1997), revista de celebrități Viva! (din 1999) și Viva! Auto, revista cu informații din lumea muzicală Popcorn (din 1995), revistele de divertisment Povestea mea (din 1996) și Întâmplări Adevărate (din 1997), pentru amenajări interioare, decorațiuni și design Elle Decoration (2006), revista de shopping Look! (2003), titlul pentru tineret Joy (2004), revista practică Lucru de mână (2005), revista pentru părinți și copii Baby (2007), Elle Mariaj (2007), revista Psychologies (2007), revista Creativ și revista bilunară Auto Bild (2008).